# سكوت جيميل (لاعب كرة قدم)
سكوت جيميل (بالإنجليزية: Scott Gemmill)‏ هو لاعب كرة قدم بريطاني في مركز الهجوم، ولد في 9 يونيو 1987 في روثرجلين ‏ في المملكة المتحدة. لعب مع أردريونيانز وبيرويك راينجرز ونادي سانت ميرين ونادي كلايد.

## وصلات خارجية
- سكوت جميل على موقع قاعدة بيانات كرة القدم.إي يو (الإنجليزية)
- سكوت جميل على موقع Soccerbase.com (لاعب) (الإنجليزية)
- سكوت جميل على موقع Soccerway.com (الإنجليزية)
- سكوت جميل على موقع عالم كرة القدم.نت (الإنجليزية)